# Jouni Kotiaho
Jouni Juhani Kotiaho, född 23 februari 1958 i Jämsänkoski, är en finländsk politiker (Sannfinländarna). Han är ledamot av Finlands riksdag sedan 2019 till 2023.
Kotiaho blev invald i riksdagen i riksdagsvalet 2019 med 2 881 röster från Mellersta Finlands valkrets.